# Robert E. Hueter
Robert Edward Hueter es un biólogo marino estadounidense y científico emérito del Mote Marine Laboratory en Sarasota, Florida, del cual fue Director del Centro de Investigación de Tiburones. Su foco de estudio son las especies de tiburones y es autor de más de 150 artículos relacionados con la biología marina, particularmente en aguas mexicanas.

## Vida profesional
Obtuvo una licenciatura en Biología de la Universidad de Miami en 1974, seguida de una maestría de la misma universidad en Biología Marina en 1980. Recibió un Doctorado en Zoología de la Universidad de Florida en 1988. Hueter se unió inicialmente al Mote Marine Laboratory en 1988 como científico postdoctoral. A partir de 2001, ocupa la Cátedra Perry W. Gilbert en Investigación de tiburones en Mote.
De 2003 a 2012, ayudó a dirigir una investigación frente a la costa de la península de Yucatán que encontró la mayor agregación de tiburones ballena jamás descubierta.
En 2015, formó parte de una expedición para estudiar tiburones en aguas cubanas junto con científicos cubanos que apareció en un episodio de la Shark Week de Discovery Channel titulada   "Tiburones: The Sharks of Cuba".
De 1997 a 2021, se desempeñó en el Panel Asesor de Especies Altamente Migratorias del Atlántico para la Administración Nacional Oceánica y Atmosférica (NOAA).
El Dr. Hueter se desempeñó como Asesor Científico Jefe de 2017 a 2020 para la organización sin fines de lucro de investigación y educación OCEARCH y desde 2020 ha sido empleado por OCEARCH como Científico Jefe de la organización. Su trabajo actual con OCEARCH se centra en estudios multidisciplinarios del tiburón blanco en el Atlántico Noroeste.

### Trayectoria en México
Como Director del Centro de Investigación de Tiburones del Mote Marine Laboratory trabajó en asociación con investigadores mexicanos y cubanos para la conservación de tiburones en el Golfo de México, ya que este abarca los tres territorios. Desde 1993 con la conferencia internacional “Conservation and Management of Shark Populations in the Gulf of Mexico and Caribbean Region" que se llevó a cabo en el acuario de Veracruz con la presencia de los doctores Leonardo Castillo Géniz, J. Fernando Márquez Farías, Raúl Marín, Rafael Vélez y María Concepción Rodríguez de la Cruz. En esta, la NOAA y el Servicio Nacional de Pesca Marina anunciaron la implementación de las primeras pesquerías federales de tiburones.
En 1994 se llevaron a cabo visitas al Golfo de México y costas del Caribe para adquirir muestras de pesquerías de tiburones del Programa Tiburón por parte del Dr. Leonardo Castillo Géniz, con el propósito de ubicar el sitio para estudios colaborativos de crianza con el INAPESCA.
Del 1995 al 2001 se estudia el área de crianza del tiburón punta negra de la Laguna Yalahau junto a pescadores yucatecos, e investigadores del INAPESCA. Expedición financiada por la NOAA y el Servicio Nacional de Pesca Marina de los Estados Unidos. Se dio el proyecto oficial de MEXUS-Golfo.
Del 1998-2002, del otro lado del México, en el Golfo de California, se llevó a cabo un proyecto de investigación para la evaluación de desembarques de elasmobranquios en la pesca artesanal de los estados mexicanos de Sonora, Sinaloa, Baja California and Baja California Sur, de la mano de los mismos investigadores del Instituto Nacional de Pesca, a los que se les sumaron los doctores Gregor Cailliet, Joe Bizzarro, y Wade Smith de los Moss Landing Marine Laboratories, el Dr. Carlos Villavicencio de la Universidad Autónoma de Baja California Sur, investigadores y pescadores. El proyecto MEXUS-Pacífico tuvo 12 financiadores y se publicaron más de 8 artículos al respecto.
En el 2003, el Dr. Hueter colaboró en un proyecto de investigación para la conservación del tiburón ballena en Quintana Roo de la mano de la Comisión Nacional de Aguas Naturales Protegidas (CONAMP), el Instituto Nacional de Pesca y el Acuario de Georgia. Esta vez de la mano de los investigadores Rafael de la Parra y el Dr. Jaime González Cano.

## Reconocimientos
En 2007, recibió un premio Lifetime Achievement Award in Conservation del condado de Sarasota, Florida. Recibió el premio Eugenie Clark Scientific Explorers Award del Mote Marine Laboratory en 2008. Fue presidente de la American Elasmobranch Society en 1993 y formó parte de la Junta Directiva de American Elasmobranch Society durante más de una década.